# نمكلان
نمكلان هي قرية في مقاطعة ساوجبلاغ، إيران. يقدر عدد سكانها بـ 434 نسمة بحسب إحصاء 2016.